# Olga Fabianowna Gnessina
Olga Fabianovna Gnessina, després del matrimoni Alexandrova, (Rostov del Don, 1881 - Moscou, 9 de març, 1963), la més jove de les cinc germanes Gnessina, va ser una pianista russa, professora d'universitat i germana del compositor rus Mikhail Gnessin.

## Biografia
El pare d'Olgas Fabianovna Gnessina era el rabí designat per l'estat Fabian Osipowitsch Gnessin. La seva mare, Bella Issajewna Fletsinger-Gnessina, havia estudiat amb Stanisław Moniuszko i era cantant i pianista. Olga Fabianovna Gnessina va estudiar a la classe de piano de la seva germana Jelena a l'escola privada de música de les germanes J. i M. Gnessina, que les seves germanes grans Yevgenia, Yelena i Marija havien fundat a Moscou el febrer de 1895 amb el suport del mecenes Alexander Pavlovich Kaverin. (Després de la Revolució d'Octubre, gràcies al suport d'Anatoli Lunatxarski, l'escola es va convertir en la Segona Escola Estatal de Música de Moscou (1919), el 1925 va rebre el nom de Germanes Gnessina, i el 1944 es va convertir en l'Institut Gnessin.) El seu germà Mikhail, les seves germanes Yevgenia, Jelena, Marija, Jelisaveta i Alexander Gretschaninov van ser professors allí.
El 1901 Olga Fabianovna Gnessina va completar els seus estudis i es va convertir en professora de piano a l'escola de música de les germanes J. i M. Gnessina. El compositor Reinhold Glière li va dedicar Vint-i-quatre peces fàcils per a piano a quatre mans Op 38 (1908). A l'estiu vivia a la seva datxa.
Al començament de la guerra germano-soviètica, Olga Fabianovna Gnessina i la seva germana Jelizaveta van ser evacuades a Sverdlovsk. Després va continuar la seva carrera docent a Moscou. Un dels seus alumnes va ser la futura cantant Irina Arkhípova.
Olga Fabianovna Gnessina va ser enterrada al cementiri Novodevitx de Moscou.

## Honors
- Artistes honorats de la RSFSR (1935)
- Condecoració d'Honor de la Unió Soviètica (1945)
- Medalla "Al treball heroic a la Gran Guerra Patriòtica 1941-1945"
- Orde de Lenin (29/12/1954)